# Początki Polski
Początki Polski – monumentalna monografia Henryka Łowmiańskiego, poświęcona początkom Polski na tle innych państwowości słowiańskich. Składa się z sześciu tomów, pierwszy ukazał się w 1961, ostatni w 1986 (w dwóch częściach).